# 1975 في البرازيل
فيما يلي قوائم الأحداث التي وقعت خلال عام 1975 في البرازيل.

## رياضة
- 26 يناير – جائزة البرازيل الكبرى 1975 الفائز كارلوس بيس.

## موسيقى

### أغاني
من الأغاني التي صدرت هذه السنة في البرازيل:
- 1 يناير – أكواريلا دو برازيل من غناء آري باروسو.

## مواليد

### يناير
- 2 يناير – بريكليس دي أوليفيرا راموس لاعب كرة قدم برازيلي.
- 5 يناير – إيمرسون كارفاليو دا سيلفا لاعب كرة قدم برازيلي.
- 7 يناير – بيتو لاعب كرة قدم برازيلي.
- 14 يناير – لوسنيلدي بيريرا داسيلفا لاعب كرة قدم برازيلي.
- 24 يناير – مارسيو كارلسون لاعب كرة مضرب برازيلي.
- 27 يناير – ألوسيو جوسيه دا سيلفا لاعب كرة قدم برازيلي.
- 30 يناير – جونينيو برنامبوكانو لاعب كرة قدم برازيلي.

### مارس
- 12 أبريل – مارسيلينيو ماكادو لاعب كرة سلة برازيلي.
- 15 مارس – أليكس مينيرو لاعب كرة قدم برازيلي.
- 19 مارس – مارسيلو ديلجلاي دامياو لاعب كرة سلة إيطالي.
- 20 أغسطس – مارسيلو ميغيل لاعب كرة قدم برازيلي.
- 24 يناير – مارسيو كارلسون لاعب كرة مضرب برازيلي.
- 28 مارس – ماركوس ألبرتو ساكاساكي لاعب كرة قدم برازيلي.

### أبريل
- 1 أبريل – واشنطن سيركويرا لاعب كرة قدم برازيلي.
- 10 أبريل – واشنطن لويز بيريرا دوس سانتوس لاعب كرة قدم برازيلي.
- 12 أبريل – مارسيلينيو ماكادو لاعب كرة سلة برازيلي.
- 23 أبريل – فلافيو إلياس كورديرو لاعب كرة قدم برازيلي.
- 23 أبريل – كريستيان كوريا ديونيزيو لاعب كرة قدم برازيلي.
- 25 أبريل – ماتشادو روجر ماركيز لاعب كرة قدم برازيلي.
- 27 أبريل – ألبرتو لويز دي سوزا لاعب كرة قدم برازيلي.
- 28 أبريل – كيلي لاعب كرة قدم برازيلي.

### مايو
- 10 مايو – هيليو كاسترو نيفيز سائق سيارة سباق برازيلي.

### يونيو
- 5 يونيو – أسياس مي كاناي لاعب كرة قدم برازيلي.
- 6 يونيو – فابيو كاميلو دي بريتو لاعب كرة قدم برازيلي.

### يوليو
- 6 يوليو – ليوناردو باستوس لاعب كرة قدم برازيلي.
- 12 يوليو – كارولينا كاستنغ
- 16 يوليو – أنا باولا أروسيو
- 19 يوليو – إلبيديو سيلفا لاعب كرة قدم برازيلي.
- 23 يوليو – زينينيو لاعب كرة قدم برازيلي.

### أغسطس
- 2 أغسطس – مينيرو لاعب كرة قدم برازيلي.
- 4 أغسطس – فابيانو سيزار فيجاس لاعب كرة قدم برازيلي.
- 9 أغسطس – رودريغو ميندز لاعب كرة قدم برازيلي.
- 14 أغسطس – أليكس فيليبي نيري لاعب كرة قدم برازيلي.
- 16 أغسطس – كايو ريبيرو لاعب كرة قدم برازيلي.
- 20 أغسطس – مارسيلو ميغيل لاعب كرة قدم برازيلي.
- 22 أغسطس – رودريغو سانتورو ممثل برازيلي.
- 23 أغسطس – غوستافو إندرس

### سبتمبر
- 19 سبتمبر – سيرجيو ريكاردو دي جيسوس فيردر لاعب كرة قدم برازيلي.
- 21 سبتمبر – أسيلينو فريتاس
- 28 سبتمبر – نيفالدو لوران دا سيلفا لاعب كرة قدم برازيلي.

### أكتوبر
- 15 أكتوبر – سيرجيو سانتوس
- 15 أكتوبر – كلود أباريسيدو دي أغويار لاعب كرة قدم برازيلي.

### نوفمبر
- 11 نوفمبر – غلاوسيو كارفاليو لاعب كرة قدم برازيلي.
- 14 نوفمبر – لويس كارلوس بونبوناتو جولارت لاعب كرة قدم برازيلي.
- 19 نوفمبر – ريكاردو غارسيا
- 26 نوفمبر – ريكاردو سوزا سيلفا لاعب كرة قدم برازيلي.
- 28 نوفمبر – خوسيه ايرسون دوس سانتوس لاعب كرة قدم برازيلي.

### ديسمبر
- 3 ديسمبر – لوسيانو سيكوييرا دي أوليفيرا لاعب كرة قدم برازيلي.

## وفيات

### فبراير
- 7 فبراير – نيلو مورتينيو براغا (مواليد 1903) لاعب كرة قدم برازيلي.

### أبريل
- 21 أبريل – رانييري مازيلي (مواليد 1910) سياسي برازيلي.

### يوليو
- 4 يوليو – أرجيميرو بينهيرو دا سيلفا (مواليد 1915) لاعب كرة قدم برازيلي.
- 4 يوليو – ألفريدو ألفيس تينوكو (مواليد 1904) لاعب كرة قدم برازيلي.

### سبتمبر
- 5 سبتمبر – نيغينهو (مواليد 1912) لاعب كرة قدم برازيلي.

### نوفمبر
- 6 نوفمبر – فيسنتي فيولا (مواليد 1909) لاعب كرة قدم برازيلي.
- 28 نوفمبر – إيريكو فيريسيمو (مواليد 1905) كاتب برازيلي.